# Helen Wiehen
Helen Wiehen (* 9. März 1899 in Verden; † 1969) war eine deutsche Malerin und Paramentenstickerin.
Helen Wiehen malte mehrere Wandbilder, meist sakraler Natur. 1926 malte sie die Taufkapelle der Kirche St. Cosmas und Damian in Köln-Weiler aus. Helen Wiehen reihte sich somit in die Garde jener expressionistischen Wandmaler ein, die eine neue Liturgie anstrebte (Liturgische Bewegung). Einer der Aspekte dieser Bewegung war, dem Baptisterium wieder einen eigenen Raum zu geben, wie es etwa aus dem Urchristentum überliefert war. Die Rückbesinnung sollte den Stellenwert des Taufsakramentes heben. Auch andere Kirchenexpressionisten wie Peter Hecker, Ludwig Baur und Heinrich Dieckmann malten die von modernen Kirchenbaumeistern wie Dominikus Böhm neu konzipierten Taufräume aus.
Helen Wiehen war nach ihrem Studium in verschiedenen europäischen Städten wie Paris in Köln ansässig. Mit der zum Katholizismus konvertierten Künstlerin Hildegard Domizlaff ließ sie sich in Köln-Müngersdorf ein Haus bauen, in dem die beiden wohnten. Vermutlich verdankte Helen Wiehen den Auftrag, die Taufkapelle von Cosmas und Damian auszumalen, der Verbindung zu Hildegard Domizlaff, die zuvor den Herz-Jesu-Altar der kleinen Kirche in Weiler entworfen hatte.
Die drei Wandgemälde in der Taufkapelle von Cosmas und Damian wurden nur mäßig begeistert von der Kunstwelt aufgenommen. Inspiriert am italienischen Fresko, fehlt den Fresken von Helen Wiehen aber die für den Kirchenexpressionismus typische Reflexion der Gegenwart oder neuer liturgischer Konzepte.